# Matilde Asensi
Pour les articles homonymes, voir Asensi.
Matilde Asensi, née le 19 juin 1962 à Alicante, est une femme de lettres et journaliste espagnole. Elle écrit principalement des romans historiques et des romans policiers historiques.

## Biographie
Elle étudie le journalisme à l'Université autonome de Barcelone. Elle travaille ensuite, pendant trois ans, dans le service des informations de Radio Alicante-SER, puis à la Radio Nacional de España (RNE) en tant que responsable des informations locales et provinciales. Elle est en même temps correspondante pour l'Agencia EFE et collabore aux quotidiens de province La Verdad et Información.
Elle se lance dans l'écriture en 1999 avec Le Salon d'ambre (El salón de ámbar), un roman policier historique qui revient sur un épisode de la Seconde Guerre mondiale. Toujours dans le genre policier historique, les romans Iacobus – Une enquête du moine-soldat Galcerán de Born (Iacobus, 2000) et Le Dernier Caton - Une enquête de sœur Ottavia Salina (El último Catón, 2001) : le premier se déroule au Moyen Âge, le second à l'époque moderne avec de nombreuses références à l'Antiquité et au Moyen Âge. 

## Œuvres

### Romans

#### SérieSœur Ottavia Salina
- El último Catón (2001) Publié en français sous le titre Le Dernier Caton - Une enquête de sœur Ottavia Salina, traduit par Carole d'Yvoire, Paris, Plon, 2006  (ISBN 2-259-20389-2) ; réédition, Paris, Gallimard, coll. « Folio policier » no 508, 2008  (ISBN 978-2-07-034268-6)
- El regreso del Catón (2015) Publié en français sous le titre Le Retour de Caton, traduit par Anne-Carole Grillot, Paris, HC éditions, 2017  (ISBN 978-2-35720-332-7) ; réédition, Paris, Gallimard, coll. « Folio policier » no 857, 2018  (ISBN 978-2-07-271825-0)

#### TrilogieMartín Ojo del Plata
- La Tierra firme (2007)
- Venganza en Sevilla (2010)
- La conjura de Cortés (2012)

#### Autres romans
- El salón de ámbar (1999) Publié en français sous le titre Le Salon d'ambre, traduit par Carole d'Yvoire, Paris, Plon, 2005  (ISBN 2-259-19834-1) ; réédition, Paris, Gallimard, coll. « Folio policier » no 449, 2006  (ISBN 978-2-07-031931-2)
- Iacobus (2000) Publié en français sous le titre Iacobus – Une enquête du moine-soldat Galcerán de Born, traduit par Carole d'Yvoire, Paris, Plon, 2003  (ISBN 2-259-19822-8) ; réédition, Paris, Gallimard, coll. « Folio policier » no 359, 2004  (ISBN 2-07-030088-9)
- El origen perdido (2003)
- Peregrinatio (2004)
- Todo bajo el cielo (2006) Publié en français sous le titre Le Pays sous le ciel, traduit par Anne-Carole Grillot, Paris, Charleston, 2013  (ISBN 978-2-36812-007-1) ; réédition, Paris, Gallimard, coll. « Folio » no 5823, 2014  (ISBN 978-2-07-045390-0)